# 안개 낀 부두
안개 낀 부두(Le Quai Des Brumes, Port Of Shadows)는 프랑스에서 제작된 마르셀 까르네 감독의 1938년 드라마, 멜로/로맨스, 스릴러 영화이다. 장 가뱅 등이 주연으로 출연하였다.

## 출연

### 주연
- 장 가뱅
- 미켈 시몬

### 조연
- 미셸 모르강
- 피에르 브라소
- 에두아르드 델몬트
- 레이몬드 에이모스
- 로베르 르 비강
- 르네 게닌
- 마르셀 페레스
- 로저 레그리스
- 마샬 레브

## 제작진
- 미술: 알렉상드르 트로너